# 勿忘舊情
〈勿忘舊情〉（英語：Don't Forget About Us）是美國女歌手瑪麗亞·凱莉在2005年10月發行的單曲，它在美國單曲榜獲得2週冠軍，成為瑪麗亞·凱莉第17首全美冠軍單曲，全美單曲銷售突破50萬張。

## 歌曲介紹

### 收錄專輯
〈勿忘舊情〉最早收錄於瑪麗亞·凱莉第九張個人錄音室專輯《天后再临-解放咪咪》（英語：The Emancipation of Mimi-Ultra Platinum Edition）中。《天后再临-解放咪咪》原始版本並未收錄〈勿忘舊情〉，其實這首歌曲在當時早已錄製完成，而且瑪麗亞·凱莉原本計畫是要將它放在下一張專輯當中，但沒想到〈我要我們在一起〉一曲竟在單曲榜榜首拿下14週冠軍，這讓當時還處於事業低谷期的瑪麗亞·凱莉一下子又躍上高峰。環球唱片公司的老闆認為機不可失，打鐵要趁熱，因此將《天后再临-解放咪咪》重新上市「超白金版」，慶功改版專輯增加收錄〈勿忘舊情〉並直接推出單曲。

### 單曲簡介
〈勿忘舊情〉和〈我要我們在一起〉是同類型的歌曲，幾乎都融合了節奏藍調、嘻哈音樂及靈魂樂等黑人音樂風格，旋律易記令人容易上口。不過因為〈勿忘舊情〉是唱片公司臨時決定要發行單曲的，因此剛推出時僅有一個版本，也就是《天后再临-解放咪咪》慶功版上的版本。

### 商業成績
〈勿忘舊情〉在2005年10月22日進入告示牌單曲榜，首週成績非常巧合的和〈我要我們在一起〉的首週成績一樣為第81名，〈勿忘舊情〉在進榜初期僅靠電台點播的成績苦撐，也因為當時唱片公司還未完成這首單曲的混音版本，因此無法銷售，一直到2005年12月中旬環球唱片才釋放出五首混音版本，最後在銷售成績帶動之下，一鼓作氣終於讓這首單曲在2005年最後一天撐上單曲榜榜首寶座，成了瑪麗亞·凱莉第17首全美冠軍單曲，這也是她最慢奪冠的一首歌曲。
〈勿忘舊情〉在流行單曲榜獲得兩週冠軍，節奏藍調單曲榜和舞曲榜都獲得冠軍，在美銷售逾50萬張。〈勿忘舊情〉在2006年告示牌年終百大單曲榜排名第50名。
〈勿忘舊情〉在英國單曲榜最高成績為第11名。

## 樂壇紀錄
〈勿忘舊情〉是瑪麗亞·凱莉第17首全美冠軍單曲，讓她追平了貓王的紀錄，兩人並列為史上擁有最多冠軍單曲藝人第二位，僅次於披頭四締造的20首紀錄。